# Ferrari Berlinetta Boxer
La Ferrari Berlinetta Boxer, chiamata anche Ferrari BB, è un'autovettura sportiva, con carrozzeria coupé a 2 posti e motore centrale-posteriore e trazione posteriore. Dopo la presentazione al salone dell'automobile di Torino del 1971, venne prodotta dalla casa automobilistica italiana Ferrari dal 1973 al 1984 in 3 versioni ed è stata il modello di punta della casa nel suo periodo di produzione.
In un'intervista di luglio 2018 il progettista Leonardo Fioravanti conferma che la sigla BB indica le iniziali di Brigitte Bardot inizialmente utilizzata come nome del progetto e poi rimasta come sigla del modello.

Questo acronimo "BB" utilizzato per la realizzazione della macchina e portato fino alla sua presentazione subì una doppia forzatura ufficialmente riconosciuta (berlinetta boxer) in quanto non era mai successo che una Ferrari portasse il nome e cognome di personaggi famosi (Brigitte Bardot).

## La 365 GT/4 BB (1973-1976)
Le BB nacquero, sulla scia dei successi in Formula 1, per sostituire le 365 GTB/4 Daytona. La scelta di una denominazione quasi identica alla precedente tendeva a minimizzare la totale diversità d'impostazione tecnica con i precedenti modelli dotati di motore anteriore. In realtà il numero 365 esprime la cilindrata unitaria. Con questa vettura Enzo Ferrari dovette rinunciare allo storico detto "mai mettere il carro davanti ai buoi", infatti il Drake era (fino alla BB) da sempre sostenitore dell'impostazione tecnica che prevedeva il motore anteriore, cioè i "buoi" (il motore) davanti al "carro" (il telaio), anche se ormai da anni alcune versioni corsa e le "Dino" erano già state concepite con questa impostazione a motore centrale-posteriore.
A dispetto del nome, il motore non è un vero boxer, bensì un motore a V piatto con bancate disposte a formare un angolo di 180° poiché le bielle sono montate a coppie sullo stesso supporto, soluzione costruttiva tipica dei motori a V, mentre i boxer impiegano un supporto per ciascuna biella, come nei motori in linea. Tale differenza di manovellismo si ripercuote nel funzionamento poiché, mentre in un vero motore boxer due pistoni contrapposti hanno un movimento antagonista, avvicinandosi e allontanandosi ciclicamente come nel pugilato, in questo motore la distanza reciproca tra due pistoni opposti rimane invariata, perché si muovono di moto alternato nello stesso verso.
Denominato F102 AB 00, è un 12 cilindri completamente nuovo montato in posizione centrale. La lubrificazione è a carter umido, il cambio manuale a 5 rapporti è montato sotto al motore (vicino ai radiatori dell'olio) è coadiuvato nel trasmettere il moto alle ruote posteriori da un differenziale autobloccante, completano il quadro delle raffinatezze tecniche.
Il telaio è quello tipico delle Ferrari più sportive, con traliccio centrale e sospensioni a ruote indipendenti con triangoli sovrapposti, dotato di 4 freni a dischi in acciaio temperato ed autoventilati e sterzo a cremagliera.
La linea venne principalmente realizzata da Leonardo Fioravanti per la Pininfarina. Una moderna linea sportiva ma al tempo stesso molto elegante e filante. Dotata all'anteriore di doppi fari a scomparsa e di una caratteristica copertura in plastica bianca che nasconde luci di posizione e indicatori di direzione anteriori, mantenendone pulito e filante il muso. I paraurti erano di tipo avvolgente-integrato in colore nero opaco, raccordati nella fiancata bicolore in cui la parte inferiore era nero opaco, per rendere più filante la linea. La carrozzeria è pressoché tutta sviluppata sui due ampi cofani che comprendono i parafanghi e sorreggono i paraurti. Infatti la vettura ha una cellula-abitacolo con le due porte, mentre tutto il resto è costituito dai due ampi cofani anteriore e posteriore, dotati della caratteristica ampia apertura verso l'esterno.
Il motore 12 cilindri di 4390,35 cm³ sviluppa una potenza massima di 380 CV a 7700 giri/min e dispone di una coppia di 409 Nm a 3.900 giri/min, è alimentato da 4 carburatori Weber 40 IF3C. La vettura raggiunge i 302 km/h e accelera da 0 a 100 km/h in 5,4 secondi, passando da 100 km/h a 200 km/h in 12,8 secondi, rendendola, all'epoca della sua produzione, una delle auto di serie più veloci del mondo. Presentata inizialmente nel 1971 e in produzione un paio di anni dopo, questo modello rappresenta un progetto interamente nuovo della Ferrari e rappresentò una grande sfida tecnica.
La 365GT/4 BB è immediatamente riconoscibile al posteriore grazie ai 6 gruppi ottici ed è dotata di 6 terminali di scarico (quest'ultimo dettaglio rappresenta una caratteristica unica in tutta la produzione Ferrari).
Della serie BB, la 365 GT/4 è la prima e in assoluto la più rara, essendone stati allestiti appena 387 esemplari.

## La 512 BB (1976-1981)

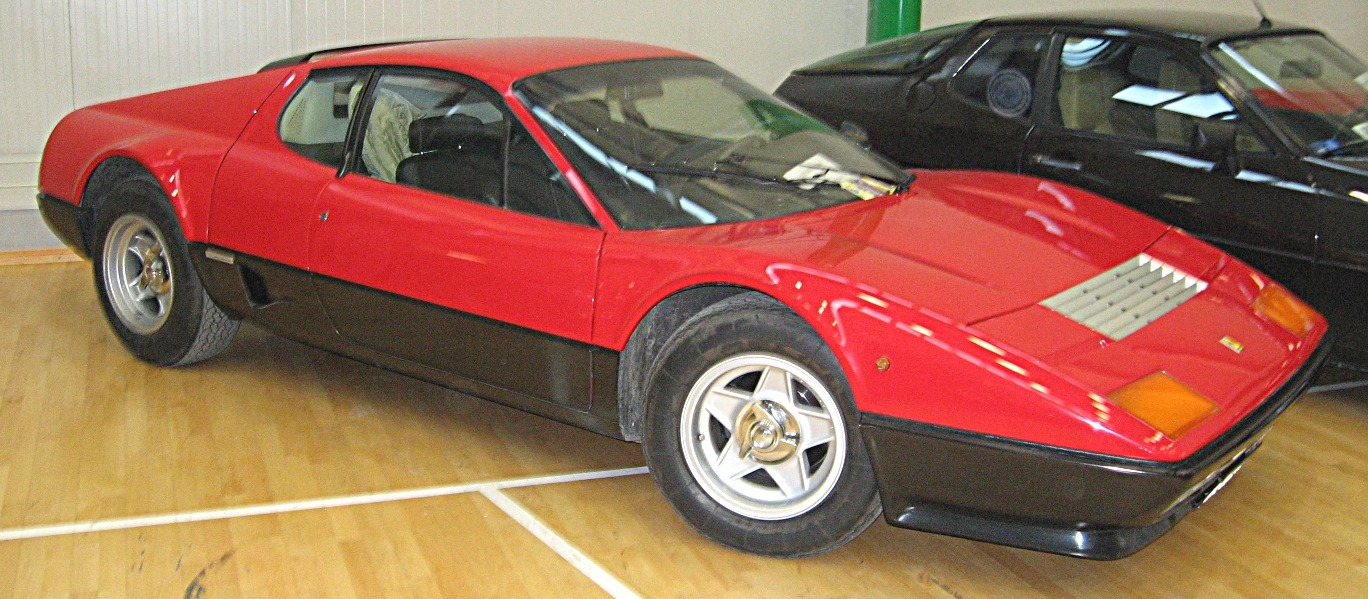
Una Ferrari 512 BB

La crisi petrolifera esplosa alla fine del '73 portò con sé molti cambiamenti di costume. Le autovetture sportive iniziarono ad essere considerate immorali nel nuovo contesto economico-sociale (qualcuno pensava che fosse necessario addirittura impedirne la produzione) e l'incremento del costo dei carburanti spingeva i costruttori a ridurre i consumi dei loro modelli. 
Le nuove istanze culturali e politiche portarono, inoltre, una maggior coscienza ambientale ed una più alta consapevolezza delle problematiche dell'inquinamento. Gli Stati Uniti d'America introdussero nel 1974 una severa normativa antinquinamento e per rispettarla molte Case dovettero intervenire pesantemente sui motori.
Anche la Ferrari, che aveva nel mercato USA la principale destinazione dei propri prodotti, dovette adeguarsi, presentando il nuovo modello in occasione del salone dell'automobile di Parigi del 1976.
La 365 GT/4 BB lasciò il posto alla BB 512, trattandosi dell'evoluzione del modello precedente è molto simile se non pressoché identica nell'estetica e nell'impostazione meccanica. Le modifiche furono introdotte oltre che per ridurre le emissioni, anche per rendere più fluide l'erogazione della potenza (che nella 365 GT4/BB avveniva in maniera brutale ed improvvisa) e le caratteristiche generali di guida.
A livello estetico si notano: la comparsa di un piccolo alettone, l'allargamento dei parafanghi posteriori, l'adozione di griglie modificate sul cofano motore, la comparsa di due piccole prese d'aria nella parte bassa della fiancata di tipo NACA e l'eliminazione di una coppia di luci posteriori, che scesero da 6 a 4, così come i terminali di scarico scesero da 6 a 4 e le plastiche gialle dei fanali sul cofano anteriore. Queste modifiche oltre che estetiche erano di tipo funzionale. L'allargamento dei parafanghi fu effettuato per ospitare ruote posteriori più larghe che migliorarono la tenuta di strada. L'aumento dei flussi d'aria in uscita dal cofano motore consentiva di raffreddare meglio la meccanica e l'abitacolo della BB. Le prese d'aria NACA sulle fiancate raffreddavano i freni posteriori. La cilindrata crebbe a 4942 cm³, ma la potenza, a causa delle nuove regolazioni, scese a 360 CV a 6800 giri/min. e la velocità a 295 km/h, il tutto a favore di una maggiore guidabilità. La 512 BB Carburatori anche a fronte di una leggera riduzione della potenza dichiarata, beneficiava dell'incremento della cilindrata e della coppia disponibile, inoltre rappresentava un'evoluzione rispetto al modello precedente sia al cofano posteriore, ora dotato di un maggior numero di sfoghi per l'aria calda prodotta dal motore, che numerose altre migliorie tecniche meno visibili, che contribuirono al successo della vettura, rendendola nel complesso più gestibile rispetto alla 365 GT/4 BB. Questo modello dalla ciclistica migliorata e con un propulsore derivato dalle Ferrari di Formula Uno, un V12 a 180° simile a quello della 312T, è considerato il più pregiato dai collezionisti. Alla fine del 1980 l'inasprirsi delle normative sulle emissioni di scarico impose alcune modifiche che provocarono una diminuzione della potenza a 340 CV a 6200 giri/min.

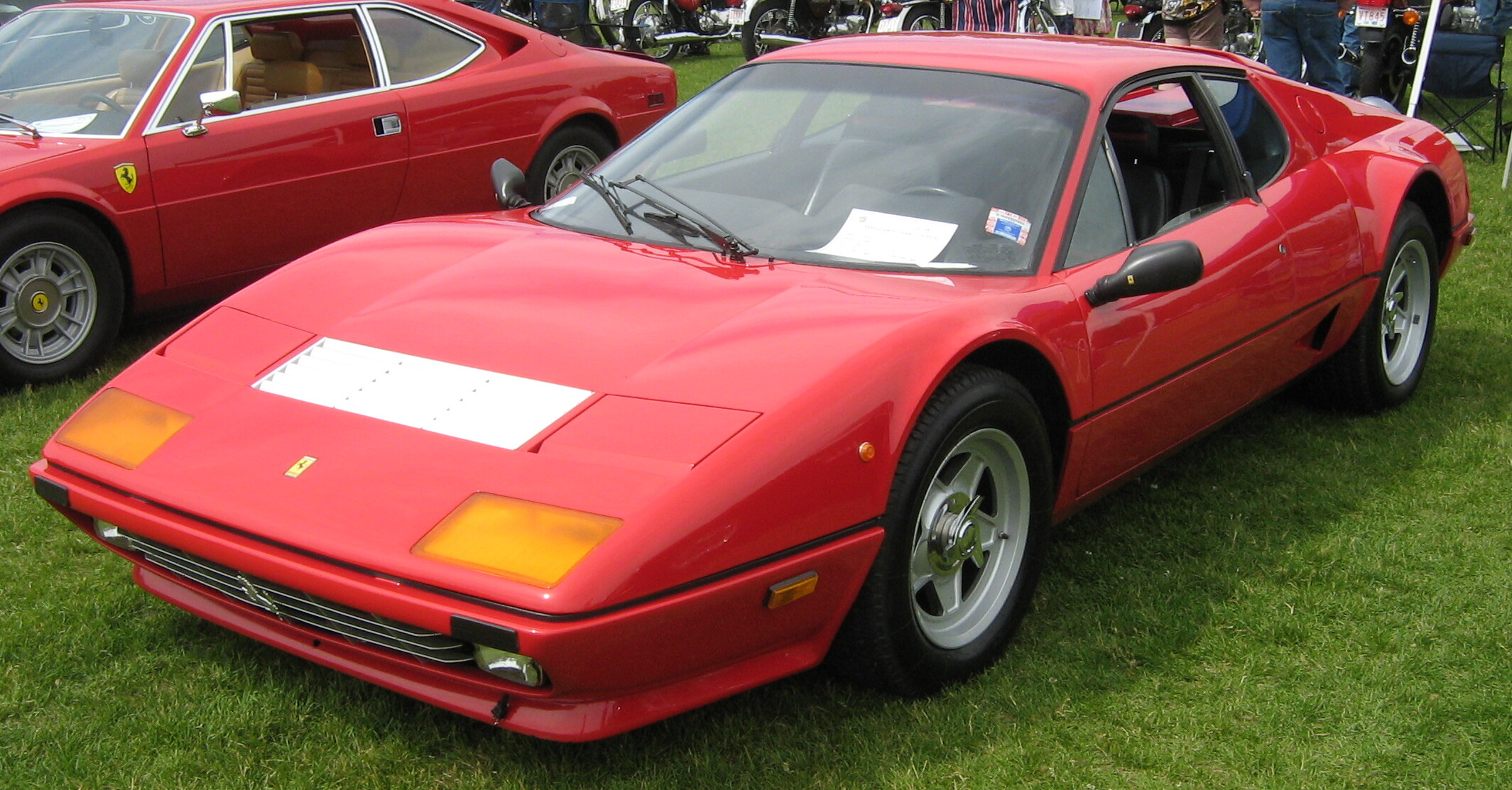
Una Ferrari 512 BBi del 1983

## La 512 BBi (1981-1984)
A causa delle nuove normative antinquinamento americane nel 1981 vennero sostituiti i 4 carburatori Weber triplo corpo con un impianto d'iniezione Bosch K-Jetronic: nacque così la BB 512i.

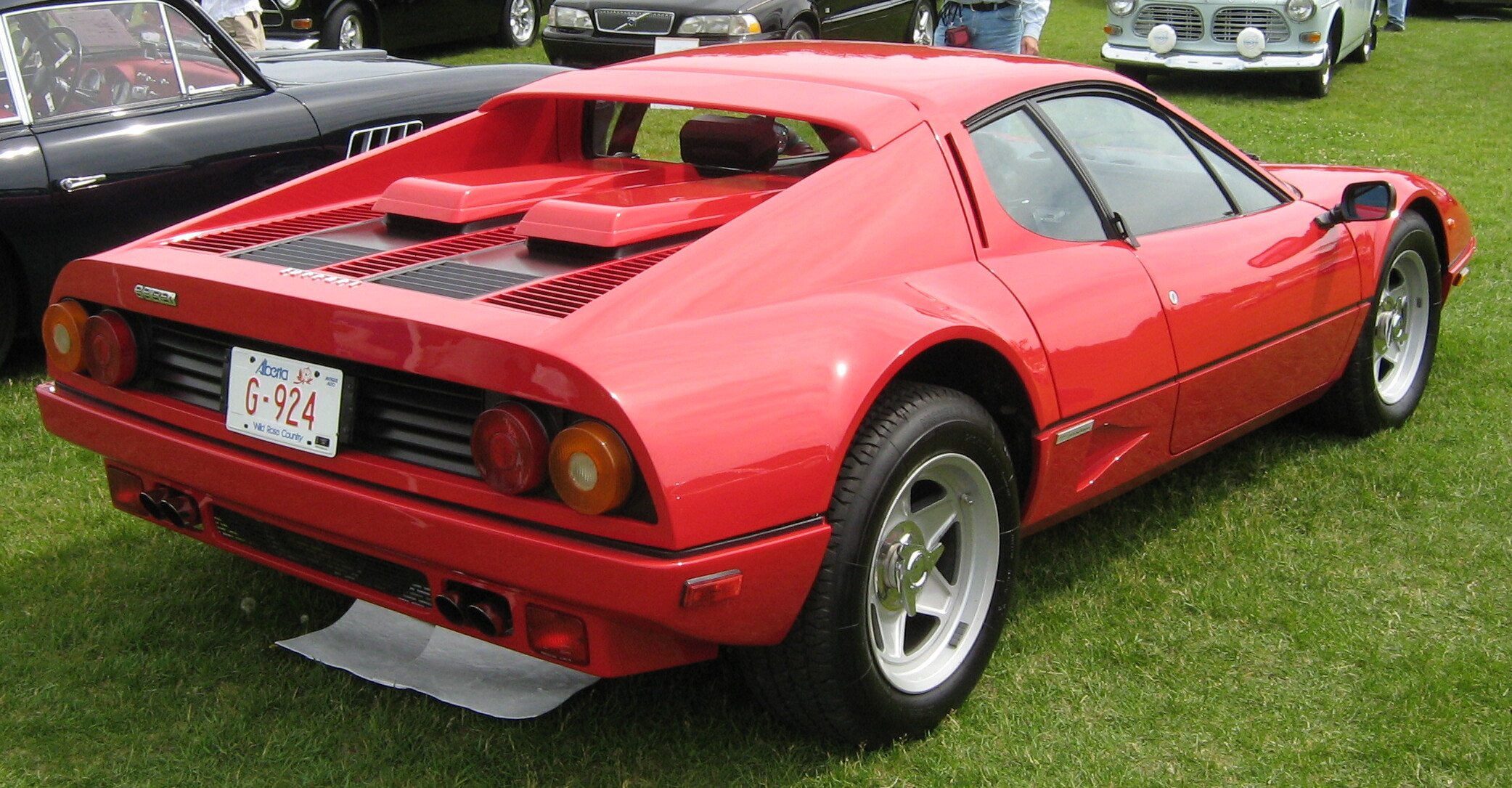
Vista posteriore

L'adozione dell'alimentazione ad iniezione, che garantiva il rispetto delle sempre più stringenti normative, addolcì l'indole del 12 cilindri piatto di Maranello, con la potenza che scese a 340 CV a un regime di 6000 giri/min. La coppia massima rimase ferma a 46 kgm, ma era disponibile ad un regime inferiore, 4200 giri/min. La velocità massima dichiarata era di 283 km/h.
Oltre alla nuova alimentazione, la 512 BBi si distingueva per l'adozione degli pneumatici Michelin TRX, di ugual misura su entrambi gli assi, i fendinebbia anteriori erano ora separati dalla griglia frontale ed erano disponibili nuovi rivestimenti interni e nuova grafica della strumentazione. Infine, la tanto controversa fascia nero opaco divenne opzionale.
La vettura poteva essere ordinata con parte inferiore in colore vettura oppure nero opaco.
Nel 1984 la BB 512i venne sostituita dalla Testarossa.

## La produzione
| Versione            | Anni di produzione | Esemplari |
| ------------------- | ------------------ | --------- |
| Ferrari 365 GT/4 BB | dal 1973 al 1976   | 387       |
| Ferrari BB 512      | dal 1976 al 1981   | 929       |
| Ferrari BB 512i     | dal 1981 al 1984   | 1.007     |
| Totale              | Totale             | 2 323     |

## Attività sportiva

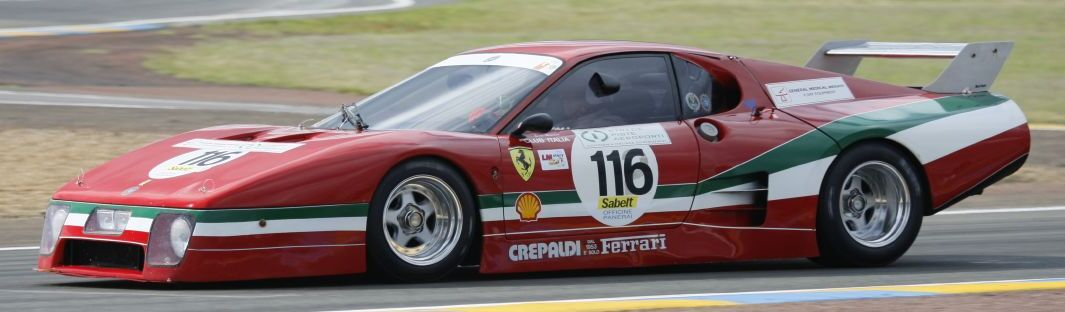
Una 512 BB/LM

Nell'inverno del 1974 il team statunitense NART elaborò una 365 GT4 BB per gareggiare nelle classiche nordamericane come la 24 Ore di Daytona e la 12 Ore di Sebring della stagione successiva, iscrivendole nella categoria IMSA GTX, molto simile al Gruppo 5 della FIA, ma dalle prestazioni leggermente superiori. Un secondo esemplare fu elaborato per correre alla 24 Ore di Le Mans 1975, ma non gareggiò perché il proprietario del team ritirò tutte le vetture dalla corsa in segno di protesta per il mancato superamento delle verifiche pre-gara di una delle auto della scuderia: in seguito la 365 BB fu riconvertita per l'uso stradale. La casa di Maranello decise nel 1978 di realizzare in prima persona le 365 BB da gara per il Gruppo 5, da ora ufficialmente denominate 512 BB/LM, dove LM sta per Le Mans e ne assemblò tre esemplari per scuderie clienti e fornì assistenza per una quarta vettura. Questa prima serie conserva ancora una forte somiglianza estetica con la vettura stradale. Non soddisfatta dal ritiro di tutte le BB alla "Le Mans '78", la Ferrari intervenne pesantemente sul progetto per quella che sarebbe scesa in pista nel 1979, la seconda serie, che presentava un motore dotato dell'iniezione al posto dei carburatori e soprattutto una carrozzeria completamente diversa e molto più lunga, studiata in galleria del vento da Pininfarina in ossequio al regolamento che permetteva di conservare solo le linee dell'abitacolo della vettura stradale. Ne furono realizzati nove esemplari. Sedici furono invece gli esemplari della terza serie, realizzati tra l'inizio del 1980 e il 1982, che presentavano affinamenti tecnici rispetto ai modelli precedenti. Il miglior risultato fu un quinto posto assoluto (primo di categoria) alla 24 Ore di Le Mans 1981.